# Sárközy Miklós
Sárközy Miklós (1976. febr. 3., Pécs —) iranista, történész, egyetemi oktató, perzsa tolmács, idegenvezető, a Magyar Tudományos Akadémia köztestületi tagja.

## Életút
2001-ben történelem és iranisztika mesterfokú oklevelet szerzett a Pázmány Péter Katolikus Egyetem Bölcsészettudományi Karán (Ókortörténeti Tanszék) és az Eötvös Loránd Tudományegyetem Bölcsészettudományi Karán (Iranisztika Tanszék, Belső Ázsia Tanszék, Indológia Tanszék), 2008-ban pedig doktorált "Tabaristan fejedelemségeinek története a koraiszlám korban a mongol periódus előtt" című dolgozatával.
2006-tól a Károli Gáspár Református Egyetem oktatója (jelenleg docensi fokozatban), de oktatott a Pázmány Péter Katolikus Egyetemen és az Eötvös Loránd Tudományegyetemen is. Fő kutatási területe a későókori-koraiszlámkori Irán, Közép-Ázsia politikai- és vallástörténelme, illetve a síita iszlám irányzat kérdései. Több magyar és külföldi tudományos társaság tagja. Perzsa, angol, német, orosz, olasz, francia, tadzsik, ógörög, latin, klasszikus arab, óperzsa, középperzsa, párthus, szogd, és török török nyelvtudással rendelkezik. A Magyar Tudományos Akadémia köztestületi tagja.
Több könyve mellett sok tanulmányt írt magyar és idegen nyelvű folyóiratokba.
Egyetemi munkája mellett tolmácsként és idegenvezetőként is dolgozik, illetve számos előadást tart a nagyközönségnek perzsa témákból.
Munkásságát Vámbéry díjjal (2024), és Szenczi Molnár Albert Díjjal (2025) ismerték el.

## Művei (válogatás)
- Anthologia Ismailitica Nizarica, Budapest (2016)
- Abu Bakr Mu?ammad b. Ja'far al-Narša?i: Bukhara története, Fordította, az utószót és a jegyzeteket írta, Budapest (2021)
- The Early Nizari Ismailis and their Neighbouring Powers - Politics in the Caspian Provinces, London (2024)